# Auxange
Auxange est une commune française située dans le département du Jura, dans la région culturelle et historique de Franche-Comté et la région administrative Bourgogne-Franche-Comté.

## Géographie
Le territoire d'Auxange, d'une superficie d'environ 5,2 km2, s'étend sur environ 3,5 km dans le sens est-ouest et sur 1,5 à 2 km environ dans le sens nord-sud.
Il est traversé au sud (d'est en ouest) par le ruisseau l'Arne.
L'autoroute A36 passe dans la forêt en bordure sud du territoire, à 500 m environ du village.
Le territoire communal, assez vallonné, est occupé dans sa grande majorité par des cultures et par des pâtures. Les bois sont assez réduits (La Rochelle, les Petits Bois et quelques bosquets). La commune d'Auxange est néanmoins entourée par de nombreuses forêts (bois du Chaillot à l'est, forêt d'Arne au sud, bois de Bussieres et bois de l'Abergement à l'ouest) mais ces étendues boisées se situent pour la plupart sur le territoire des communes voisines.
Le cœur du village (une cinquantaine d'habitations) se situe dans le fond de la vallée de l'Arne, à quelques dizaines de mètres de ce petit ruisseau (approximativement entre 220 et 230 m d'altitude).
Au nord-ouest et à l'est, le village est dominé par de petites collines, qui s'élèvent entre 240 et 260 m environ. En face, au sud, s'étale la forêt d'Arne, toute proche, traversée d'est en ouest par l'autoroute A36.
La commune compte un hameau de quelques maisons, les Vernes, situé environ 2 à 2,5 km plus à l'rst, en direction de Gendrey. Ce hameau est situé entre 250 et 265 m d'altitude.
Vers l'ouest, à 500 m environ du village (en direction de Lavans-les-Dole), on trouve également une maison isolée, dans l'ancien hameau de Bathoulange (ou Bathoutange).

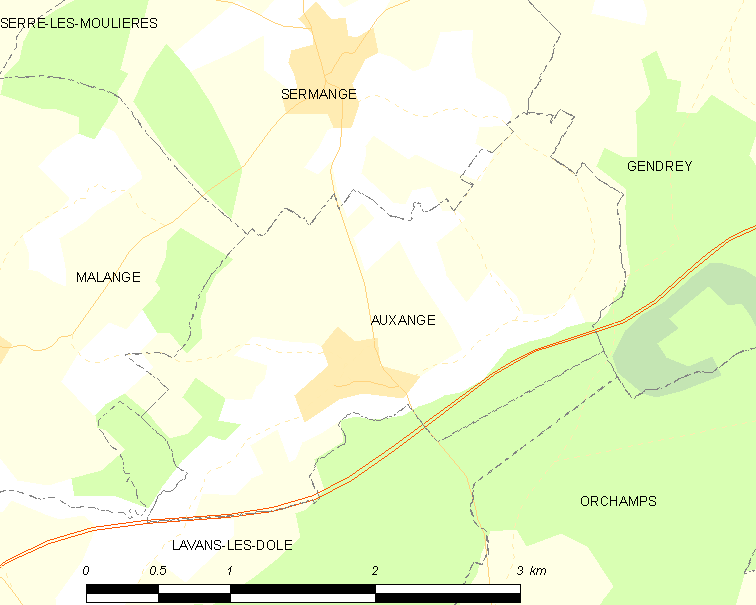
Situation de Auxange.

### Climat
Pour des articles plus généraux, voir Climat de la Bourgogne-Franche-Comté et Climat du département du Jura.
En 2010, le climat de la commune est de type climat des marges montargnardes, selon une étude du Centre national de la recherche scientifique s'appuyant sur une série de données couvrant la période 1971-2000. En 2020, Météo-France publie une typologie des climats de la France métropolitaine dans laquelle la commune est exposée à un climat semi-continental et est dans la région climatique Jura, caractérisée par une forte pluviométrie en toutes saisons (1 000 à 1 500 mm/an), des hivers rigoureux et un ensoleillement médiocre.
Pour la période 1971-2000, la température annuelle moyenne est de 10,5 °C, avec une amplitude thermique annuelle de 17,4 °C. Le cumul annuel moyen de précipitations est de 1 015 mm, avec 12,5 jours de précipitations en janvier et 8,9 jours en juillet. Pour la période 1991-2020, la température moyenne annuelle observée sur la station météorologique de Météo-France la plus proche, « Dole », sur la commune de Dole à 15 km à vol d'oiseau, est de 11,6 °C et le cumul annuel moyen de précipitations est de 1 023,0 mm. 
La température maximale relevée sur cette station est de 40 °C, atteinte le 31 juillet 2020 ; la température minimale est de −24 °C, atteinte le 10 janvier 1985,,.
Les paramètres climatiques de la commune ont été estimés pour le milieu du siècle (2041-2070) selon différents scénarios d'émission de gaz à effet de serre à partir des nouvelles projections climatiques de référence DRIAS-2020. Ils sont consultables sur un site dédié publié par Météo-France en novembre 2022.

## Urbanisme

### Typologie
Au 1er janvier 2024, Auxange est catégorisée commune rurale à habitat dispersé, selon la nouvelle grille communale de densité à sept niveaux définie par l'Insee en 2022.
Elle est située hors unité urbaine. Par ailleurs la commune fait partie de l'aire d'attraction de Besançon, dont elle est une commune de la couronne,. Cette aire, qui regroupe 310 communes, est catégorisée dans les aires de 200 000 à moins de 700 000 habitants,.

### Occupation des sols
L'occupation des sols de la commune, telle qu'elle ressort de la base de données européenne d’occupation biophysique des sols Corine Land Cover (CLC), est marquée par l'importance des territoires agricoles (84,2 % en 2018), une proportion sensiblement équivalente à celle de 1990 (84,4 %). La répartition détaillée en 2018 est la suivante : 
terres arables (57,8 %), prairies (26,4 %), forêts (10,6 %), zones urbanisées (5,2 %). L'évolution de l’occupation des sols de la commune et de ses infrastructures peut être observée sur les différentes représentations cartographiques du territoire : la carte de Cassini (XVIIIe siècle), la carte d'état-major (1820-1866) et les cartes ou photos aériennes de l'IGN pour la période actuelle (1950 à aujourd'hui).

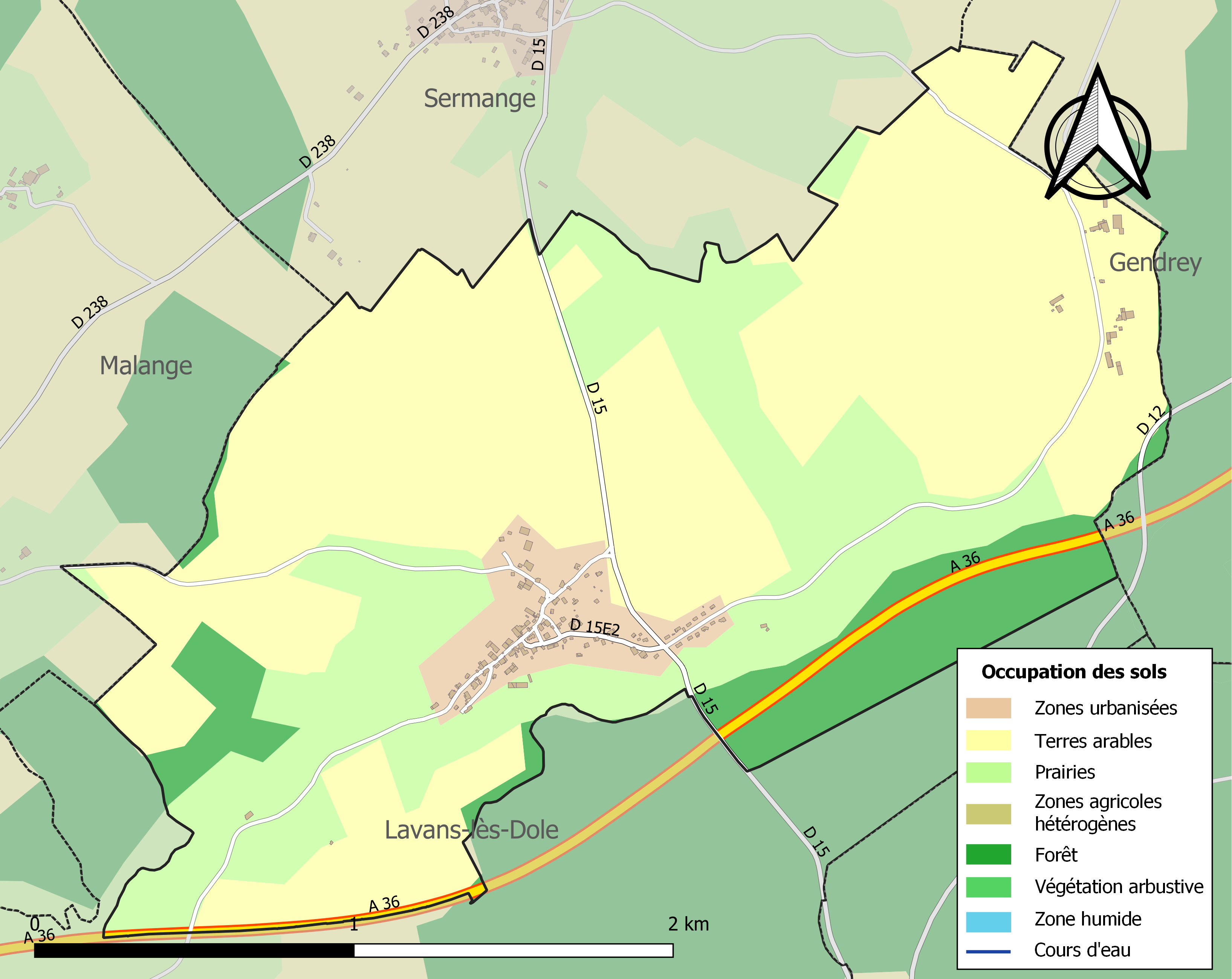
Carte des infrastructures et de l'occupation des sols de la commune en 2018 (CLC).

## Toponymie
- Autsidingus (787), Aussengis (1128), Ossanges et Aussanges (1278), Auxanges (XIVe siècle), Auxange (1748).
- D'un nom de personne germanique, Audesid ou Alsedus, suivi du suffixe d'appartenance -ingen francisé en -ange.

## Politique et administration

### Liste des maires
| Période   | Période              | Identité              | Étiquette | Qualité                    |
| --------- | -------------------- | --------------------- | --------- | -------------------------- |
| ?         | 1869                 | Jean Paris            |           |                            |
| 1869      | février 1872 (décès) | Joseph Verpillet      |           |                            |
| 1872      | 1876                 | Léon Dintroz          |           |                            |
| 1876      | juin 1880 (décès)    | Jules Lyet            |           |                            |
| juin 1880 | 1881                 | Jean Baptiste Vincent |           | Adjoint                    |
| 1881      | 1883                 | François Lyet         |           |                            |
| 1883      | 1888                 | Jean Baptiste Vincent |           |                            |
| 1888      | 1892                 | Alcide Vincent        |           |                            |
| 1892      | 1896                 | Louis Lyet            |           |                            |
| 1896      | ?                    | Alcide Vincent        |           |                            |
| ?         | ?                    | ?                     |           |                            |
| ?         | mars 1989            | Jacques Vincent       |           |                            |
| mars 1989 |                      | Pierre Rigda          |           |                            |
| mars 2001 | mars 2008            | Philippe Dulieu       |           |                            |
| mars 2008 | En cours             | Jean-Claude Robert    |           | Salarié du secteur médical |

## Population et société

### Démographie
L'évolution du nombre d'habitants est connue à travers les recensements de la population effectués dans la commune depuis 1793. Pour les communes de moins de 10 000 habitants, une enquête de recensement portant sur toute la population est réalisée tous les cinq ans, les populations de référence des années intermédiaires étant quant à elles estimées par interpolation ou extrapolation. Pour la commune, le premier recensement exhaustif entrant dans le cadre du nouveau dispositif a été réalisé en 2004.

En 2022, la commune comptait 200 habitants, en évolution de −0,5 % par rapport à 2016 (Jura : −0,81 %, France hors Mayotte : +2,11 %).
| 1793 | 1800 | 1806 | 1821 | 1831 | 1836 | 1841 | 1846 | 1851 |
| ---- | ---- | ---- | ---- | ---- | ---- | ---- | ---- | ---- |
| 257  | 258  | 261  | 251  | 220  | 235  | 241  | 248  | 217  |

| 1856 | 1861 | 1866 | 1872 | 1876 | 1881 | 1886 | 1891 | 1896 |
| ---- | ---- | ---- | ---- | ---- | ---- | ---- | ---- | ---- |
| 211  | 192  | 170  | 176  | 160  | 163  | 155  | 145  | 155  |

| 1901 | 1906 | 1911 | 1921 | 1926 | 1931 | 1936 | 1946 | 1954 |
| ---- | ---- | ---- | ---- | ---- | ---- | ---- | ---- | ---- |
| 150  | 166  | 144  | 122  | 137  | 138  | 132  | 115  | 111  |

| 1962 | 1968 | 1975 | 1982 | 1990 | 1999 | 2004 | 2006 | 2009 |
| ---- | ---- | ---- | ---- | ---- | ---- | ---- | ---- | ---- |
| 109  | 107  | 105  | 101  | 123  | 132  | 145  | 161  | 191  |

| 2014 | 2019 | 2022 | - | - | - | - | - | - |
| ---- | ---- | ---- | - | - | - | - | - | - |
| 197  | 201  | 200  | - | - | - | - | - | - |

## Culture locale et patrimoine

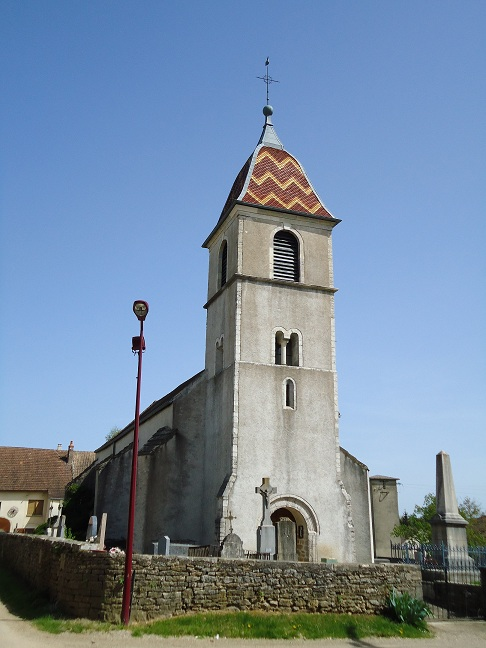
L'église de l'Assomption.

### Lieux et monuments
- Ruines du château (XIe s.).
- Église de l'Assomption (XVIIe s.).

### Personnalités liées à la commune
- Le capitaine Dintroz : sergent-major du capitaine Bonaparte au 4e régiment d’artillerie à Nice en 1793, il est nommé conducteur général d’artillerie de l'Armée d'Italie, avec le grade de capitaine. Il participe à la bataille de Castiglione, en 1796.
- François-Sébastien-Siméon Dintroz : infirmier (né le 1er juin 1838 à Auxange dans le Jura). Laïc de l'archidiocèse de Paris, martyrisé le 25 mai 1871, à Arcueil, lors du massacre des moines dominicains d'Arcueil, pendant la Commune de Paris (1870-1871).